# DM i cykelcross 2010
Danmarksmesterskaberne i cykelcross 2010 var den 41. udgave af DM i cykelcross. Mesterskabet fandt sted 10. januar 2010 på en rundstrækning på og omkring Aarhus Cyklebane i Aarhus.
Hos kvinderne vandt Nikoline Hansen sit tredje danmarksmesterskab i cykelcross. I herrerækken vandt hjemmebanefavoritten Joachim Parbo sit fjerde DM.

## Resultater
| Event        | Guld            | Sølv                 | Bronze                 |
| ------------ | --------------- | -------------------- | ---------------------- |
| Herrer       |                 |                      |                        |
| Herrer elite | Joachim Parbo   | Tommy Moberg Nielsen | Kenneth Hansen         |
| Herrejunior  | Jonas Pedersen  | Emil Arvid Olsen     | Kristian Axelsen       |
| Damer        |                 |                      |                        |
| Damer elite  | Nikoline Hansen | Mette Andersen       | Birgitte Bernt Nielsen |